# 万兴科技
萬興科技（深交所：300624）是中華人民共和國一家消費類軟件、智能硬件以及物聯網家居安全解決方案提供商，2003年10月成立於廣東省深圳市，創始人是吳太兵。2018年1月18日在A股上市。2021年，万兴科技推出在線设计协作平台「Pixso」並讓其獨立運營。

## 旗下持有項目

### 跨平台軟體

#### 主品牌營運項目
- 萬興喵影工廠（Filmora）[6]
- 萬興播爆
- 萬興智演
- 萬興優轉（UniConverter）
- 萬興錄演（DemoCreator）
- 萬興喵庫（FilmStock）[7]
- 萬興愛畫
- 萬興PDF工廠（PDFelement）
- 萬興HiPDF
- 萬興PDF閱讀器（PDF Reader）
- 萬興恢復專家（Recoverit）
- 萬興數據管家（Mutsapper）
- 萬興手機管家（Dr.Fone）
- 萬興易修（Repairit）

#### 億圖營運項目
- 億圖圖示（EdrawMax）
- 億圖腦圖（EdrawMind）
- 億圖項目管理（EdrawProj）
- 億圖組織架構管理（OrgCharting）
- 億圖圖（EdrawInfo）

### 行動平台專屬
以下項目均由「格像」品牌營運
- StoryChic
- Beat.ly
- 愛自拍[8]（Sweet Selfie）
- Sweet Snap

### 網路服務或品牌
- 億圖（Edraw）
- 墨刀
- 格像（Ufoto）

## 榮譽紀錄
- 2020年美國PCMAG Reader's Choice未來科技獎（Future Tech Awards）：最佳創意軟體套裝（Best Creative Software Suite）[9]

## 外部連結
- 中國簡體版官網
- 台灣正體版官網